# Марцин, Татьяна Филипповна
Татьяна Филипповна Марцин (1899—1974) — новатор колхозного производства, звеньевая колхоза «3-й выришальный» Крыжопольского района Винницкой области УССР. Дважды Герой Социалистического Труда (1948, 1958).

## Биография
Родилась 19 февраля (7 февраля по старому стилю) 1899 года в местечко Жабокрич Ольгопольского уезда Подольской губернии, ныне село Крыжопольского района Винницкой области. Девичья фамилия Чернега.
В 1920 году переехала в ceлo Голубиче того же района. В 1928 году вступила в сельхозартель «Коммунар», которая вскоре вошла в состав колхоза, который назвали «3-й выришальный» (Третий решающий — имелся в виду год пятилетки).
В 1931—1961 годах работала звеньевой колхоза «3-й выришальный» Крыжопольского района Винницкой области. Её звено на протяжении многих лет получало устойчивые и высокие урожаи кукурузы и сахарной свёклы.
Член КПСС с 1952 года.
С 1962 года на пенсии (её звено возглавила Ефросиния Мотель).
Умерла 15 февраля 1974 года.

## Награды
- Дважды Герой Социалистического Труда:
  - 16.02.1948 — за высокие урожаи кукурузы,
  - 26.02.1958 — за успехи в развитии сельского хозяйства.
- Награждена 2 орденами Ленина, медалями, а также большой золотой и малой золотой медалями ВСХВ.

## Память
- На родине Татьяны Филипповны был установлен бронзовый бюст.[1]
- О ней была издана книга: Полинский П. О., Тетяна Марцин, Київ, 1960. (укр.)
- В Винницком областном краеведческом музее имеется экспозиционный зал с материалами, посвященными дважды Герою Социалистического Труда — Татьяне Марцин.[2]